# Enrique Ballesteros
Enrique Ballesteros   (Colonia del Sacramento, 18 de gener de 1905 - Montevideo, 11 d'octubre de 1969) fou un porter de futbol uruguaià.
Va jugar amb la seva selecció el primer Mundial d'Uruguai 1930, on es proclamà campió. Va jugar els quatre partits del torneig, inclosa la final enfront la selecció de l'Argentina.
Pel que fa a clubs, defensà els colors de Rampla Juniors de Montevideo durant quasi una dècada i de Peñarol.

## Palmarès
- Campionat uruguaià de futbol 4:
  - Rampla Juniors: 1927 (amateur)
  - Peñarol: 1935, 1936, 1937 (professional)
- Copa del Món de futbol 1: 1930
- Campionat sud-americà 1: 1935
- Copa Newton 1: 1930